# Reineto Blanco
Reineto Blanco es el nombre de una variedad cultivar de manzano (Malus domestica). Esta manzana está cultivada en diversos viveros entre ellos algunos dedicados a conservación de árboles frutales en peligro de desaparición. Esta manzana es originaria de la  Provincia de Salamanca en La Alberca en la comarca de Sierra de Francia y en Peñacaballera en la comarca de la Sierra de Béjar, donde tuvo su mejor época de cultivo comercial anteriormente a la década de 1960, y actualmente en menor medida aún se encuentra.

## Sinónimos
- "Manzana Reineto Blanco",
- "Reineta Antigua".[5][7][8]

## Historia
'Reineto Blanco' es una variedad de la provincia de Salamanca en La Alberca en la comarca de Sierra de Francia y en Peñacaballera en la comarca de la Sierra de Béjar. El cultivo del manzano en Salamanca en superficies importantes se remonta a principios del siglo XX sobre todo en la zona de Sierra de Béjar, La Alberca, y en Cepeda, con variedades como 'Melapio de Peñacaballera', 'Camuesa del Puerto de Béjar', 'Reineto Blanco', Reineto Rojo'. . .
'Reineto Blanco' está considerada incluida en las variedades locales autóctonas muy antiguas, cuyo cultivo se centraba en comarcas muy definidas. Se caracterizaban por su buena adaptación a sus ecosistemas y podrían tener interés genético en virtud de su adaptación. Se encontraban diseminadas por todas las regiones fruteras españolas, aunque eran especialmente frecuentes en la España húmeda. Estas se podían clasificar en dos subgrupos: de mesa y de sidra (aunque algunas tenían aptitud mixta).
'Reineto Blanco' es una variedad clasificada como de mesa, difundido su cultivo en el pasado por los viveros comerciales y cuyo cultivo en la actualidad se ha reducido a huertos familiares y jardines privados.

## Características
El manzano de la variedad 'Reineto Blanco' tiene un vigor fuerte a muy fuerte; porte semi erecto; inicio de la floración es precoz, y la duración de la floración es larga, bastante sensible a heladas primaverales; tubo del cáliz variado, en embudo triangular o cónico alargado, y con los estambres insertos insertos por debajo de su mitad. Entrada en producción lenta. Producción lenta y poco constante, siendo una variedad "vecera" (contrañada).
La variedad de manzana 'Reineto Blanco' tiene un fruto de buen tamaño grande a mediano; forma tronco cónica y globosa, ventruda en la base y aplastada, y con contorno irregular, oblongo, con tendencia a la forma pentagonal redondeada; piel mate; con color de fondo verde a amarillo, importancia del sobre color ausente, acusa punteado abundante, vistoso, ruginoso, entremezclado con rayas enmarañadas o en forma triangular dando al fruto un aspecto muy rudo, y una sensibilidad al "russeting" (pardeamiento áspero superficial que presentan algunas variedades) fuerte; pedúnculo corto, leñoso y de grosor medio a notable, anchura de la cavidad peduncular es ancha, profundidad de la cavidad pedúncular es profunda, con chapa ruginosa que rebasa los bordes en forma estrellada, y con importancia del "russeting" en cavidad peduncular muy fuerte; anchura de la cavidad calicina relativamente amplia, profundidad de la cav. calicina es profunda, bordes ondulados, y con importancia del "russeting" en cavidad calicina fuerte; ojo relativamente grande, cerrado, abierto o entreabierto; sépalos cortos, triangulares, carnosos y tomentosos en su base con las puntas secas que se parten dejando el ojo abierto.
Carne de color blanco amarillento; textura consistente a crujiente; sabor característico de la variedad, aromática, de gusto ácido, al mismo tiempo, agradable; corazón mediano, bulbiforme; eje hueco con fibras lanosas; celdas de variado tamaño, redondeadas, cartilaginosas y con rayas lanosas; semillas de mediano grosor, aparece alguna abortada.
La manzana 'Reineto Blanco' tiene una época de maduración y recolección tardía, es una variedad que madura entre finales de septiembre-principio de octubre. Se trata de una variedad de origen francés, pero que se ha cultivado y comercializado mucho por su gran interés comercial. Puede volverse harinosa si se recoge demasiado tarde. Buena calidad gustativa con pulpa firme, agridulce y aromática. Tiene uso mixto pues se usa como manzana de mesa fresca, y para repostería empleadas frecuentemente para asar.